# Charley Trippi
Charles Louis Trippi (Pittston, Pensilvania, 14 de diciembre de 1921-Athens, Georgia, 19 de octubre de 2022) fue un jugador de fútbol americano. Jugó profesionalmente para los Chicago Cardinals de la National Football League (NFL) de 1947 a 1955. Aunque principalmente como corredor, su versatilidad le permitió desempeñar multitud de roles a lo largo de su carrera, incluidos los de mariscal de campo, back defensivo, pateador de despeje y especialista en devoluciones . Una "quintuple amenaza", Trippi era experto en correr, atrapar, pasar, despejar y defender.
Trippi asistió a la Universidad de Georgia, donde jugó fútbol americano universitario para los Georgia Bulldogs de 1942 a 1946, con un paréntesis en 1944 mientras servía en el ejército durante la Segunda Guerra Mundial. Como estudiante de segundo año, guio a Georgia a la victoria en el Rose Bowl de 1943 y fue nombrado el jugador más valioso del juego. En su último año (1946), ganó el premio Maxwell como el jugador de fútbol americano universitario más destacado de la nación, fue nombrado jugador del año de la Southeastern Conference y obtuvo el reconocimiento unánime del primer equipo All-America.
Seleccionado primero en general por los Cardinals como una "selección futura" en el Draft de la NFL de 1945, Trippi también fue perseguido por los New York Yankees de la All-America Football Conference (AAFC), así como por varios equipos de béisbol profesional. Finalmente firmó un contrato récord de $100,000 con los Cardinals. Como novato, Trippi lideró el "Million Dollar Backfield" de Chicago a la victoria en el Juego de Campeonato de la NFL de 1947. Cuando se retiró, había acumulado la mayor cantidad de yardas ofensivas totales por un jugador en la historia de la NFL. Trippi fue incluido en el Salón de la Fama del Fútbol Americano Universitario en 1959 y en el Salón de la Fama del Fútbol Americano Profesional en 1968.

## Primeros años
Charles Louis Trippi nació el 14 de diciembre de 1921, en Pittston, Pensilvania, una comunidad minera de carbón. Su padre era un inmigrante italiano. Buscando evitar los peligros de una vida minera de carbón como su padre, Trippi recurrió a los deportes. Asistió a la escuela secundaria del área de Pittston y comenzó su carrera futbolística como corredor del equipo de fútbol de la escuela. También jugó béisbol semiprofesional mientras estaba en la escuela secundaria.

## Carrera universitaria

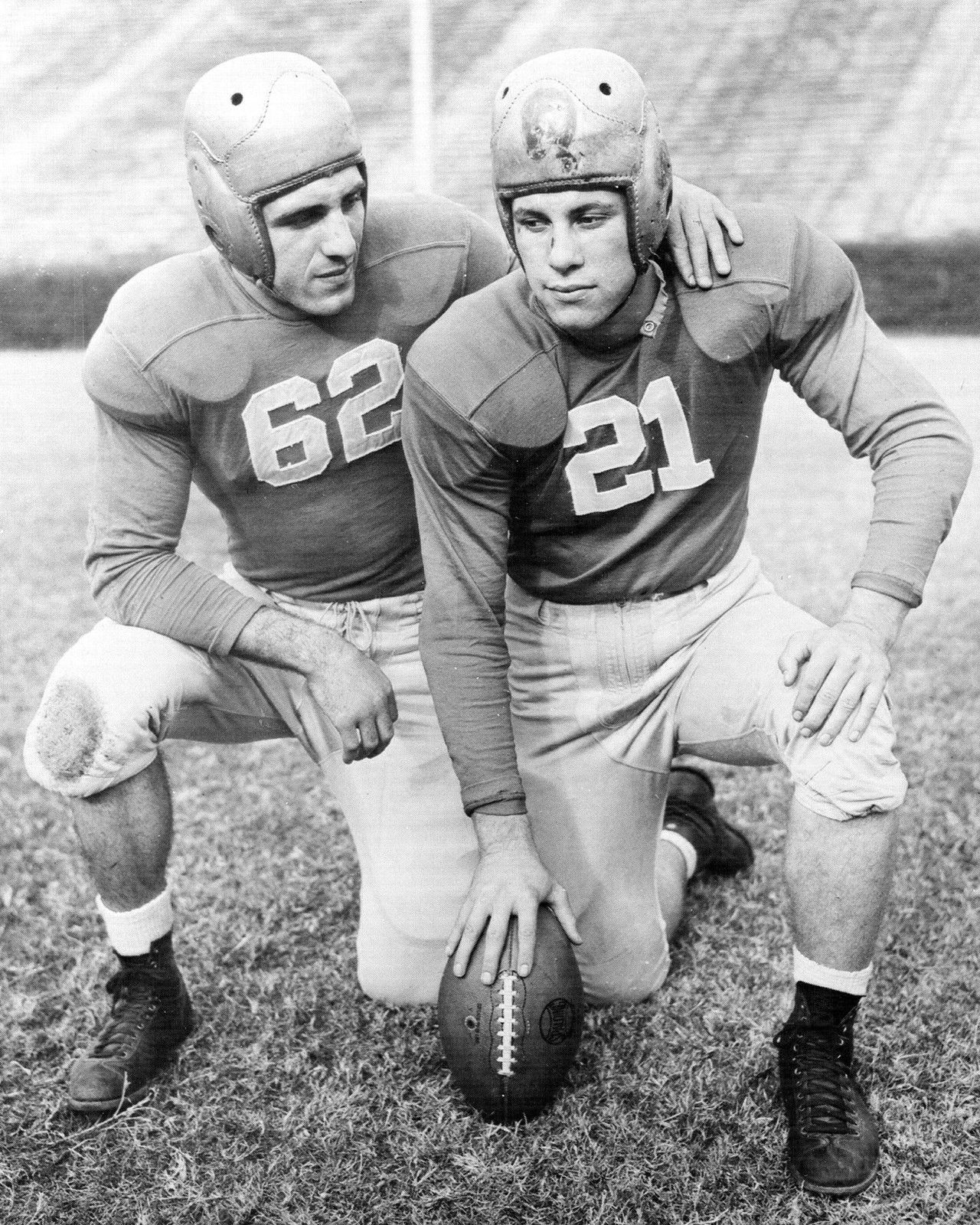
Trippi (izquierda) y su compañero de equipo en Georgia, Frank Sinkwich.

### 1942-1943
Considerado de tamaño inferior a 160 libras (72,6 kg), Trippi fue rechazado por cuatro universidades antes de ser reclutado para jugar en la Universidad de Georgia por el alumno de Georgia Harold "War Eagle" Ketron. Recibió una beca y jugó para el equipo universitario de fútbol Georgia Bulldogs de 1942 a 1946, con un paréntesis en 1944 debido a la Segunda Guerra Mundial. En su segundo año en 1942, jugó junto al ganador del Trofeo Heisman de esa temporada, Frank Sinkwich. Ese año, Trippi y Sinkwich llevaron a Georgia a una victoria por 75-0 sobre su rival Florida, un juego en el que Trippi lanzó un pase de touchdown para terminar con George Poschner, anotó dos touchdowns terrestres y en defensa devolvió una intercepción para touchdown. Georgia terminó la temporada con un récord de 11-1 y fue nombrado campeón nacional por consenso. Trippi luego guio a Georgia a una victoria por 9-0 sobre UCLA en el Rose Bowl de 1943, en el que acarreó veintisiete veces para 115 yardas y también manejó pases y despejes. Fue nombrado retroactivamente el jugador más valioso del juego cuando se creó el premio en 1953.

### 1944: Servicio militar
La carrera universitaria de Trippi fue interrumpida por la Segunda Guerra Mundial, lo que provocó que se perdiera las temporadas de 1943 y 1944 y todos menos seis juegos en 1945. Jugó para el equipo de fútbol americano Third Air Force Gremlins de 1944 y fue seleccionado como primer equipo en el equipo Service All-America de 1944 de Associated Press. Mientras estaba en el servicio en 1945, los Cardinals de Chicago de la Liga Nacional de Fútbol lo seleccionaron como una selección futura; Según un acuerdo con el propietario de los Cardinals, Charles Bidwill, a Trippi se le permitió regresar a Georgia después de su tiempo en el ejército.

### 1945-1946
A pesar de perderse los primeros cinco juegos de Georgia de la temporada de 1945, Associated Press (AP) y United Press International (UPI) nombraron a Trippi como parte del primer equipo All-Southeastern Conference. Lanzó un pase de touchdown de 54 yardas y devolvió un despeje de 69 yardas para un touchdown en la victoria de Georgia por 20–6 sobre Tulsa en el Oil Bowl el día de Año Nuevo. En 1946, Trippi llevó a Georgia a su primera temporada invicta. Contra su rival Georgia Tech en el juego final de ese año, Trippi compiló 544 yardas combinadas por carrera, pase y devolución de patadas, y anotó tres touchdowns en la victoria de Georgia por 35–7. Luego, Georgia derrotó a Carolina del Norte 20-10 en el Sugar Bowl, donde Trippi cargó catorce veces para 54 yardas y lanzó un pase de touchdown de 67 yardas para acabar con Dan Edwards . Después de la temporada, Trippi recibió el Premio Maxwell como el jugador universitario más destacado de la nación, el Trofeo Walter Camp Memorial como el mejor corredor de la nación, y fue una elección unánime para el equipo All-America. Terminó como subcampeón en la votación del Trofeo Heisman detrás del ganador Glenn Davis de Army.

## Juegos universitarios de estrellas
Debido a las regulaciones relajadas durante los años de la Segunda Guerra Mundial, Trippi tuvo la distinción inusual de participar en el Chicago College All-Star Game cinco veces: dos veces con Georgia, dos en el ejército y una vez con los Cardinals. Fue nombrado el Jugador Más Valioso del juego en 1945. Fue en el Chicago College All-Star Game que Bidwell decidió que reclutaría a Trippi primero en la general, ya que "Card-Pitt" no ganó en 1944 y necesitaba un creador de jugadas. "Él dijo: 'Te voy a agarrar'", recordó Trippi. "Quería que jugara para él y le dije: 'Todo lo que tienes que hacer es seleccionarme y estoy listo'".

## Béisbol
Además del fútbol, Trippi era muy buscado por sus habilidades en el béisbol. En su último año en el equipo de béisbol de Georgia en 1946, registró un promedio de bateo de .475 y conectó once jonrones en treinta juegos mientras jugaba como campocorto y jardinero. En 1947, Trippi jugó una temporada de béisbol de ligas menores con los Atlanta Crackers de la Asociación del Sur. Logró un promedio de bateo de .334 en 106 juegos mientras atraía a grandes multitudes. Múltiples equipos de las Grandes Ligas intentaron ficharlo, incluidos los Yankees de Nueva York, los Medias Rojas de Boston, los Bravos de Boston y los Filis de Filadelfia, pero esos acuerdos fracasaron cuando se unió a la NFL. Entre las temporadas de la NFL en 1948 y 1949, Trippi se desempeñó como entrenador de béisbol de Georgia, compilando un récord de 34-18 de victorias y derrotas.

## Carrera de fútbol profesional

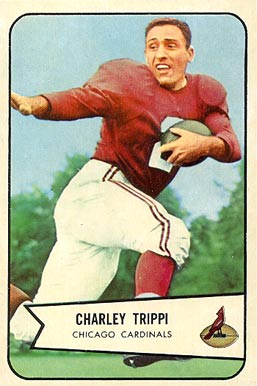
Trippi en una tarjeta de fútbol de 1954.

Trippi fue parte importante en la lucha entre la NFL y la All-America Football Conference (AAFC). El novato tenía mucha influencia como estrella, por lo que sopesó sus opciones: los Cardinals y los New York Yankees de la AAFC. Los Yankees estaban seguros de que habían firmado a Trippi en un acuerdo conjunto que incluía un contrato con los Yankees de la MLB, pero el propietario de los Cardinals, Charles Bidwill, firmó a Trippi con un contrato de cuatro años por un valor sin precedentes de $ 100,000 junto con un bono de primer año de $ 25,000. El contrato fue considerado el más lucrativo en la historia del fútbol profesional. Trippi sintió que la NFL estaba más establecida y estable, y Bidwill le había ofrecido seguridad laboral.
La adición de Trippi completó el "Dream Backfield" de Bidwill. Aunque Bidwill no vivió para verlo, Trippi se convirtió en el factor decisivo en un equipo talentoso que incluía a Paul Christman, Pat Harder, Marshall Goldberg y, más tarde, Elmer Angsman. Trippi cumplió una multitud de roles para los Cardinals como novato: en once juegos, corrió 83 veces para 401 yardas, atrapó veintitrés pases para 240 yardas, promedió 43.4 yardas en trece despejes, devolvió ocho despejes para 181 yardas y quince patadas de salida para 321 yardas, y en defensa devolvió una intercepción de 59 yardas para touchdown. Los Cardinals compilaron nueve victorias y tres derrotas y se enfrentaron a los Philadelphia Eagles en el Juego de Campeonato de la NFL de 1947, que los Cardinals ganaron 28-21 en gran parte debido a una actuación espectacular de Trippi. Jugando en un campo helado en Chicago, Trippi usó zapatillas de baloncesto para una mejor tracción y totalizó 206 yardas, incluidas 102 yardas con dos devoluciones de despeje. Anotó touchdowns en una carrera de 44 yardas y una devolución de despeje de 75 yardas. Durante la devolución del despeje, escapó dos veces de un cerco de tacleadores y cayó de rodillas cerca del mediocampo antes de cortar hacia el exterior y correr para anotar. Trippi fue incluido en el backfield del segundo equipo All-Pro de 1947 por United Press.
Trippi lideró la NFL en yardas de uso múltiple tanto en 1948 como en 1949, acumulando 1485 y 1552 respectivamente. Sus 5.4 yardas terrestres por acarreo en 1948 también lideraron la liga, al igual que sus dos touchdowns de regreso de despeje. Tuvo un touchdown de regreso de despeje de 45 yardas contra los Green Bay Packers y luego devolvió un despeje de 67 yardas para un touchdown contra los Pittsburgh Steelers . Trippi fue una selección All-Pro del primer equipo para 1948 por AP, UPI, New York Daily News y The Sporting News, entre otros Los Cardinals regresaron al juego de campeonato en 1948, y esta vez fueron blanqueados por los Eagles por una derrota de 7-0. Trippi se limitó a nueve acarreos para solo 26 yardas durante el juego, que se jugó en una fuerte tormenta de nieve. Trippi vio un uso intensivo como receptor en 1949; además de correr para 554 yardas, lideró a los Cardinals en recepciones (32) y touchdowns recibidos (seis) y fue segundo en el equipo con 412 yardas recibidas.
Después de jugar como corredor izquierdo durante sus primeras cuatro temporadas, Trippi cambió a mariscal de campo durante 1951 y 1952. El 15 de diciembre de 1951, sobre césped congelado en Wrigley Field, Trippi completó nueve pases para 106 yardas y acarreó once veces para 145 yardas, lo que representó tres touchdowns cuando los Cardinals derrotaron a los Bears 24-14. Después de la temporada de 1952, fue invitado al Pro Bowl como mariscal de campo suplente de la Conferencia Americana. Trippi volvió a ser corredor ofensivo durante una temporada y nuevamente fue invitado al Pro Bowl. Luego pasó a jugar a la defensiva en 1954, registrando tres intercepciones de pase como back defensivo. También se convirtió en el principal pateador de despeje de los Cardinals en 1953 y 1954, y tuvo un promedio de despeje en su carrera de más de 40 yardas por despeje. Su carrera terminó esencialmente en la pretemporada de 1955 cuando fue tacleado por John Henry Johnson de los 49ers de San Francisco, lo que dejó a Trippi con la nariz rota, una conmoción cerebral y un hueso protuberante detrás del ojo que le provocó visión doble. Apareció en solo cinco juegos esa temporada y no registró ninguna estadística ofensiva. Trippi se retiró el 13 de diciembre de 1955, un día antes de cumplir 33 años. En ese momento, sus 6,053 yardas de ofensiva total (3,506 por tierra, 2,547 por pase y 1,321 por recepción) fue la mayor cantidad de un jugador en la historia de la NFL, y había compilado la cuarta mayor cantidad de yardas de cualquier jugador (7,148).
El miembro del Salón de la Fama Art Donovan cuenta esta historia del final de la carrera de Trippi: "A principios de la temporada, los Bears casi matan a Charlie Trippi, un corredor muy duro. El tipo que se lo hizo fue Ed Sprinkle....Sprinkle golpeó a Trippi y le rompió la mandíbula. Necesitó toda una serie de injertos óseos. Luego, la próxima temporada, Trippi le rompió la mandíbula a Sprinkle. Lo que da la vuelta, da la vuelta.”

## Vida posterior y honores
Después de terminar su carrera como jugador, Trippi se desempeñó como entrenador asistente con los Cardinals de 1957 a 1965, principalmente como entrenador del backfield ofensivo. Más tarde formó un negocio en bienes raíces. Trippi fue incluido en el Salón de la Fama del Fútbol Americano Universitario en 1959; el Salón de la Fama del Deporte de Georgia en 1965; el Salón de la Fama del Fútbol Americano Profesional y el Salón de la Fama del Deporte de Pensilvania en 1968. Es el único jugador en el Salón de la Fama Profesional que ha acumulado al menos 1,000 yardas recibiendo, pasando y corriendo. En 2007, ocupó el puesto 20 en la lista de ESPN de los veinticinco mejores jugadores en la historia del fútbol americano universitario. El estadio de fútbol de la escuela secundaria del área de Pittston se llama Charley Trippi Stadium en su honor. En 1969, Trippi fue incluida en el equipo All-Decade de la década de 1940 de la NFL, compilado para honrar a los mejores jugadores de la década. En el momento de su muerte, Trippi era el miembro vivo de mayor edad del Salón de la Fama del Fútbol Americano Profesional.
El 14 de diciembre de 2021, Trippi cumplió 100 años, convirtiéndose en el segundo miembro del Salón de la Fama del Fútbol Americano Profesional en alcanzar ese hito, después de Clarence "Ace" Parker.
Trippi fue uno de los cuatro únicos jugadores de fútbol de la Universidad de Georgia a los que se les retiró el número de camiseta. Su número 62 se retiró en 1947.

## Vida personal
La primera esposa de Trippi, Virginia (de soltera Davis), murió en 1971. Se volvió a casar con Peggy (de soltera McNiven). Tuvo dos hijos de su primer matrimonio y tres hijastros de su segundo matrimonio.
Trippi murió el 19 de octubre de 2022 en Atenas, Georgia, a la edad de cien años. Fue sepultado junto a su primera esposa en el cementerio Evergreen Memorial Park Athens en el Condado de Clarke, en Georgia.

## Otras lecturas
- Sullivan, George (1972). The Great Running Backs. New York: G. P. Putnam's Sons. pp. 69–73. ISBN 0-399-11026-7.
- Ziemba, Joe (1999). When Football Was Football: The Chicago Cardinals and the Birth of the NFL. Chicago: Triumph Books. pp. 309-314. ISBN 1-57243-317-5.

- Datos: Q1066758
- Multimedia: Charley Trippi / Q1066758